# Jürgen Aschoff
Jürgen Walther Ludwig Aschoff, född 25 januari 1913 i Freiburg im Breisgau, död där 11 oktober 1998, var en tysk fysiolog. Aschoff upptäckte människans inre ur och var en av kronobiologins grundare.

## Levnad
Aschoff, femte barnet till patologen Ludwig Aschoff, som gett namn åt Aschoff-Tawaras knuta, och hans fru Clara studerade medicin vid universiteten i Bonn och Freiburg. Han disputerade 1937 med avhandlingen Blutalkoholkurve und Gewöhnung. Därefter arbetade han under professor Hermann Rein vid institutionen för fysiologi vid Georg-August-universitetet i Göttingen. 1944 blev han efter så kallad habilitation docent i Göttingen. Aschoff erhöll 1947 en chefsposition på institutionen för fysiologi vid universitetet i Würzburg. Två år senare återvände han till Göttingen som professor.
Från och med 1952 arbetade Aschoff på Max Planck-institutet för medicinsk forskning i Heidelberg. Mellan 1960 och 1981 var han chef på Max-Planck-institutet för beteendefysiologi i Erling-Andechs (Bayern) och vetenskaplig medarbetare på Max-Planck-Gesellschaft.
Aschoff och Hilde Jung, född 1918, gifte sig 1942. De fick sex barn. 1987 flyttade de till hans föräldrahem i Freiburg. Där fortsatte han sitt vetenskapliga arbete och publicerade flera arbeten. Aschoff dog 85 år gammal efter kortvarig sjukdom.

## Forskning
Aschoff forskade kring människans och djurs temperaturreglering i Göttingen och kartlade därvidlag händernas och fötternas betydelse. Inom ramen för detta arbete fastställde Aschoff 1944 en 24-timmars-rytm av värmestrålning från händer, bland annat genom experiment på djur och på sig själv. Aschoffs slutsats var att 24-timmars-rytmen var medfödd hos fåglar och däggdjur. På 1950-talet involverades Aschoff allt mer i den biologiska rytmforskningen och lärde känna tongivande forskare inom detta fält. 1958 träffade han den brittisk-amerikanske biologen Colin Pittendrigh för första gången. 1960 organiserade de gemensamt ett „Cold Spring Harbor Symposium för biologiska ur“. Där lades den virtuella grundstenen för forskning kring biologisk rytm, som ett år senare blev en del av kronobiologin. En viktig del i detta arbete utfördes på Aschoffs Max-Planck-institut i Erling-Andechs, som lockade ett flertal internationella gästforskare. Forskningen som utfördes där har bidragit till förståelsen av sociomedicinska problem som uppkommer i samband med exempelvis skiftarbete, affektiva störningar, sömnstörningar, åldrande och jetlag. Dessutom lade man där grunden för optimering av farmakologiska behandlingar.
Jürgen Aschoff erhöll flera utmärkelser för sitt arbete, bl.a. hedersdoktorat vid universiteten i Umeå (1977), Giessen (1982) och Hokkaido (1993), samt hedersmedlemskap i flera akademiska sällskap och vetenskapliga pris.

## Publikationer (urval)
·       J. Aschoff: Zur Regulationsbreite der physikalischen Temperaturregulation. Pflügers Archiv 249:137-147 (1947)
·       J.Aschoff, R.Wever: Kern und Schale im Wärmehaushalt des Menschen. Naturwissenschaften 45:477-485 (1958)
·       J.Aschoff: Exogenous and endogenous components in circadian rhythms. Cold Spring Harb. Symp.quant.Biol. 25:11-28 (1960)
·       J.Aschoff: Circadian rhythms in man. Science 148:1427-1432 (1965)
·       J.Aschoff (ed.) Circadian Cocks. North-Holland, Amsterdam (1965)
·       J.Aschoff (ed.) Handbook of Behavioural Neurobiology Vol. 4. Biological Rhythms. Plenum Press New York (1981)
·       J.Aschoff, S.Daan & G.A.Groos (eds.): Vertebrate circadian systems: Structure and physiology. Springer Verlag Berlin (1982)
·       J.Aschoff: Circadian parameters as individual characteristics. J. biol. Rhythms 13:123-131 (1998)